# Caroline de Zweibrücken
Caroline de Zweibrücken (Henriette Caroline Christiane Louise; 9 martie 1721 – 30 martie 1774) a fost soția Landgrafului de Hesse-Darmstadt și una dintre cele mai învățate femei din timpul ei.

## Biografie
Henriette Caroline a fost fiica lui Christian al III-lea, Conte Palatin de Zweibrücken și a soției acestuia, Caroline de Nassau-Saarbrücken și s-a născut la castelul Rappolstein în apropiere de Ribeauvillé (Alsacia). S-a căsătorit la 12 august 1741 la Zweibrücken cu Ludovic al IX-lea, Landgraf de Hesse-Darmstadt. Căsătoria a fost aranjată și nefericită: Caroline era interesată de muzică și literatură în timp ce soțul ei era interesat de chestiuni militare; ea a trăit separată de el la Buchsweiler. 
Pentru a atenua suferința supușilor săi, Caroline a construit o fabrică. În 1772, ea a sprijinit venirea la putere a politicianului Karl Friedrich von Moser. În același an, la cererea țarinei Ecaterina a II-a, ea a făcut o călătorie în Rusia împreună cu cele trei fiice mai mici, dintre care una a fost destinată să se căsătorească cu  Țareviciul.
Caroline era mai bine cunoscută sub numele de Die Große Landgräfin, nume pe care i l-a dat Johann Wolfgang von Goethe. S-a împrietenit cu mai mulți scriitori și filosofi ai timpului ei, cum ar fi Johann Gottfried Herder, Christoph Martin Wieland și Goethe. Wieland și-ar fi dorit să aibă puterea s-o facă regina Europei. A fost una dintre puținele femei, dacă nu singura, pe care regele Frederic al II-lea al Prusiei, cunoscut pentru misoginismul său feroce, a respectat-o și cu care a corespondat. El a numit-o odată Gloria și minunea secolului nostru și după moartea ei el a trimis la Darmstadt o urnă cu textul femina sexo, ingenio vir (femeie prin sex, bărbat prin spirit), care poate fi văzut și astăzi. Prin fiicele ei a fost strămoașa caselor regale ale Prusiei, Germaniei și Țărilor de Jos.
Caroline a murit la Darmstadt la 30 marie 1774 la vârsta de 53 de ani.

## Copii
| Nume                                                       | Portret | Naștere           | Deces             | Note                                                                         |
| ---------------------------------------------------------- | ------- | ----------------- | ----------------- | ---------------------------------------------------------------------------- |
| Caroline                                                   |         | 1746              | 1821              | Căsătorită cu Frederic al V-lea, Landgraf de Hesse-Homburg                   |
| Frederika Louisa Regină a Prusiei                          |         | 16 octombrie 1751 | 25 februarie 1805 | Căsătorită în 1769 cu Frederic Wilhelm al II-lea al Prusiei; a avut copii.   |
| Ludovic I Mare Duce de Hesse                               |         | 14 iunie 1753     | 6 aprilie 1830    | Căsătorit în 1799 cu Louise de Hesse-Darmstadt; a avut copii.                |
| Amalie Prințesă Ereditară de Baden                         |         | 20 iunie 1754     | 21 iunie 1832     | Căsătorită în 1775 cu Carl Ludovic, Prinț Ereditar de Baden; a avut copii.   |
| Wilhelmina Louisa Marea Ducesă Natalia Alexeievna a Rusiei |         | 25 iunie 1755     | 15 aprilie 1776   | Căsătorită în 1773 cu viitorul împărat Pavel I al Rusiei; a murit la naștere |
| Louisa Augusta Marea Ducesă de Saxa-Weimar-Eisenach        |         | 30 ianuarie 1757  | 14 februarie 1830 | Căsătorită în 1775 cu Karl Augustus de Saxa-Weimar-Eisenach; a avut copii.   |
| Frederic                                                   |         | 1759              | 1802              |                                                                              |
| Christian Landgraf de Hesse-Darmstadt                      |         | 25 noiembrie 1763 | 17 aprilie 1830   | A murit celibatar                                                            |